# Gaqaa
Das Gaqaa (mongolisch ᠭᠠᠴᠠᠭ᠎ᠠ, kyrillisch Гасаа, chinesisch 嘎查, Pinyin Gāchá) ist die niedrigste administrative Einheit in den Weidegebieten der Inneren Mongolei. In Gegenden mit Ackerbau entspricht ihm das Verwaltungsdorf. Die übergeordnete Einheit des Gaqaa ist der Sum.
Das mongolische Wort Gaqaa ([ɡ̊ɑt͡ʃʰɑ]) bedeutet eigentlich „Dorf“. Tatsächlich besteht das Gaqaa, das in seiner heutigen Form aus der Produktionsbrigade (生产大队) der Volkskommunen hervorgegangen ist, jedoch zu einem großen Teil aus mobilen Viehzüchtern, die zusammengenommen jeweils etwa 400 bis 500 km² Weideland bewirtschaften. Dies betrifft allerdings nur die sogenannte „ständige Bevölkerung“ (常住人口), die heute in den Statistiken getrennt von den registrierten Einwohnern (户籍人口) erfasst wird. Im Allgemeinen ist es so, dass nur die Hälfte bis ein Drittel der registrierten Mitglieder eines Gaqaa dort auch leben und arbeiten, etwa 300 von 800.
Mehr ernährt das Land nicht. Das hängt damit zusammen, dass im 18. und 19. Jahrhundert chinesische Inlandsflüchtlinge, gefördert von der mandschurischen Zentralregierung, das fruchtbare Grasland im Süden der Provinz in Ackerland umwandelten und die mongolischen Hirten auf die trockenen Steppen im Norden abgedrängt wurden.
Streitigkeiten bei der Nutzung von Weideflächen, die alle im Staatsbesitz sind, werden vom „Hirtenkomitee des Gaqaa“ (嘎查牧民委员会) geregelt, der politischen Repräsentanz des Gaqaa, die dem Dorfkomitee eines Verwaltungsdorfs entspricht und von den Mitgliedern des Qaqaa in geheimer Wahl gewählt wird. Der „Gemeinderat“ des Gaqaa wird of kurz als „Hirtenkomitee“ (牧民委员会) oder „Gaqaakomitee“ (嘎查委员会) bezeichnet.